# Храм преподобного Сергия Радонежского (Палдиски)
Храм преподо́бного Се́ргия Ра́донежского в Па́лдиски (эст. Paldiski Radoneži Vaga Sergi kirik) — православная церковь в городе Палдиски, Эстония, строительство которой было начато в 2012 и завершено в 2015 году. Относится к Таллинской епархии Эстонской православной церкви Московского патриархата и используется приходом Святого великомученика Пантелеимона.

## Идея строительства
Инициатор и организатор строительства храма —  российский бизнесмен эстонского происхождения Сергей Борисович Чаплыгин. Его намерения совпали с желаниями попечительского совета Палдиской церкви великомученика Пантелеимона, которая была переделана из небольшого деревянного здания бывшего городского музея и служила православному приходу с 2003 года. К концу 2010 года эта маленькая церковь перестала отвечать нуждам местной православной общины.
Храм было решено возводить в память об отце Сергея Чаплыгина, капитане I ранга, инженере Чаплыгине Борисе Васильевиче, и матери, Чаплыгиной Ольге Марковне. Борис Чаплыгин родился в эстонском городе Синди, в православной русско-эстонской семье. В Палдиски прожил более десяти лет, работая техническим директором крупнейшего предприятия города — Alexela Terminal, входящего в концерн Alexela. Строительство финансировал основанный Сергеем Борисовичем Чаплыгиным и его супругой Александрой Германовной Азовой мемориальный фонд Бориса Чаплыгина, поддержанный его семьёй и друзьями. Александра Азова была назначена руководителем проекта.

## Строительство
27 декабря 2011 года Синод Эстонской православной церкви Московского патриархата постановил: «С благословения Высокопреосвященнейшего Корнилия, митрополита Таллинского и вся Эстонии, приступить к проектированию и строительству храма в честь св. прп. Сергия Радонежского в городе Палдиски».
Проект храма разработал российский архитектор Виктор Шадрин.
Строительство церкви было начато в июле 2012 года. 18 июля Митрополит Таллинский и всея Эстонии Корнилий совершил чин освящения закладки храма.
Деревянную часть церкви возвело финское предприятие Honka компании Honkarakenne, пионера бревенчатого домостроения. Для фирмы это был первый заказ такого рода. По первоначальному проекту верхний придел храма должен был быть построен из брёвен, но по техническим причинам возведён из деревянных брусьев. Дополнительную архитекторскую работу и подготовку проектной документации выполнила таллинская фирма Hendrickson & KO OÜ.
Купола и кресты выполнены в Эстонии. Колокола отлиты на Воронежском колокололитейном заводе Анисимова.
Тот факт, что православная церковь была возведена по замыслу и на средства частного лица, является для Эстонии беспрецедентным случаем.

## Освящение и открытие
Церемония освящения церковных колоколов и креста состоялась 22 сентября 2013 года. Открытие и освящение церкви прошли 13 июня 2015 года.
Чин освящения возглавил митрополит Таллинский и всея Эстонии Корнилий, в сослужении Епископа Нарвского и Причудского Лазаря и духовенства Таллинской епархии. На богослужении присутствовала настоятельница Пюхтицкого Успенского Ставропигиального женского монастыря игумения Филарега, настоятель нового храма иерей Николай Каменев и другие представители духовенства, чиновники волостной управы города Палдиски. В октябре 2018 года настоятелем храма стал протоиерей Игорь Прекуп.
По случаю освящения нового храма митрополит Корнилий вручил церковные награды его строителям и благотворителям.

## Архитектура
Храм сооружён с соблюдением всех канонов деревянного церковного зодчества. Он имеет два придела: главный посвящён преподобному Сергию Радонежскому, нижний — крестильный — целителю Пантелеимону. В нижнем приделе находится баптистерий, дающий возможность крещения с полным погружением в воду; там же расположены помещения для воскресной школы и библиотеки.
Церковь украшена шестью колоколами. На каждом колоколе есть надпись с упоминанием святого, в честь которого он отлит. Вес самого большого колокола составляет 150 кг, диаметр — 57 см и высота — 60 см. Традиционный восьмиконечный крест церкви изготовлен в Эстонии. Автор витражей — таллинский художник Андрей Лобанов. Резные иконостасы и иконы выполнены мастерами из греческого города Салоники.
Общая вместительность церкви — 170–200 человек.
Надпись на камне возле главного входа в церковь гласит: «Храм преподобного Сергия Радонежского с приделом святого великомученика и целителя Пантелеимона заложен 18 июля 2012 года и освящен 13 июня 2015 года митрополитом Таллиннским Всея Эстонии Корнилием. Воздвигнут и благоукрашен в память о капитане I ранга – инженере Чаплыгине Борисе Васильевиче и Чаплыгиной Ольге Марковне на средства семьи и друзей».

## Мемориальные доски
28 сентября 2019 года, в 25-ю годовщину гибели парома «Эстония», в храме Сергия Радонежского была освящена мемориальная доска в память о погибших пассажирах и экипаже. До этого в церкви были установлены ещё несколько мемориальных досок в память о тех, кто погиб в водах Балтийского моря: экипажу подводной лодки «Акула» (1915 год), гражданским лицам и военным, погибшим во время Таллинского прорыва 1941 года, морякам-подводникам «Щ-408», погибшим в 1943 году, и экипажу субмарины «М-200» (1956 год). В связи с этим церковь обрела статус морского православного храма.

## Галерея
- Иконостас главного придела
- Иконостас нижнего придела
- Колокольня
- Баптистерий